# Antas (Vila Nova de Famalicão)
Antas is een plaats (freguesia) in de Portugese gemeente Vila Nova de Famalicão en telt 5376 inwoners (2001).